# Aaron Avshalomov
Aaron Avshalomov (Russisch: Аарон Авшалумов, Aaron Avsjaloemov) (Nikolajevsk aan de Amoer, 11 november 1894 - New York, 26 april 1965) was een Russisch-Amerikaans componist.
Avshalomov werd geboren in een Joodse familie. Hij volgde medische studies te Zürich. Na de oktoberrevolutie in 1917, die verdere studies in Europa onmogelijk maakte, stuurde zijn familie hem naar de Verenigde Staten. In San Francisco huwde hij er.
Minder dan een jaar later trok Avshalamov naar Shanghai, waar hij jonge Chinese musici opleidde, samen met andere Joodse musici waaronder Alfred Wittenberg, Walter Joachim en Arrigo Foa.
In 1919 werd zijn zoon Jacob Avshalomov geboren. Deze werd tevens componist. 
In 1947 verhuisde Avshalamov opnieuw naar de Verenigde Staten. 

## Enkele composities
- Kuan Yin (opera)
- The Twilight Hour of Yan Kuei Fei (opera)
- The Great Wall (opera)
- Concerto voor piano in G
- Concerto voor fluit
- Concerto voor viool
- Symfonie 1 en 2

- Gemeinsame Normdatei: 123028019
- International Standard Name Identifier: 0000 0000 8219 2595
- Library of Congress Control Number: no92011791
- MusicBrainz: e35c530f-5949-461e-8a1e-7e139e015c41
- Nationale Bibliotheek van Israël: 987007310817805171
- Nederlandse Thesaurus van Auteursnamen: 38591864X
- SNAC: w6j67q1n
- Virtual International Authority File: 37815191
- WorldCat: E39PBJcGgxFxCypTtQB8qvjQv3